# 510-es főút (Magyarország)
Az 510-es főút egy bő 6 kilométer hosszú, három számjegyű másodrendű főút Pest vármegye területén, Budapest dél-pesti agglomerációjában. Az 51-es főút településeket elkerülő agglomerációs szakaszának forgalomba helyezése előtt annak része volt.

## Nyomvonala
Kilométer-számozása a budapesti „0” kilométerkőhöz igazodik, de csak a főváros határszélétől indul, ahol a 16+470-es kilométerszelvénynél jár; kezdőpontja eszerint Millenniumtelep és Dunaharaszti határán található, ahol a XXIII. kerületi Haraszti út folytatását képezi. Soroksári út néven húzódik, nagyjából déli irányban, párhuzamosan a H6-os HÉV vágányaival. A 17+300-as kilométerszelvénye táján elhalad az M0-s autóút felüljárója alatt, nagyjából 500 méterrel arrébb Dunaharaszti felső megállóhely térsége mellett is, majd a 18. kilométere után – ott már a Fő út nevet viselve – keresztezi a HÉV vágányait, bár egy darabig még ezután is párhuzamosan folytatódnak.
A 18+600-as kilométerszelvénye közelében halad el Dunaharaszti külső HÉV-állomás mellett, ami után a vágányok nyugatnak fordulva elválnak az úttól. A 19+200-as kilométerszelvénye közelében egy elágazáshoz ér: az 5201-es út torkollik bele kelet felől, Alsónémedi irányából. A folytatásban kicsit nyugatabbi irányt véve végighúzódik Dunaharaszti déli részén, a 20+700-as kilométerszelvénye táján átszeli a Duna–Tisza-csatornát, elhagyja a település kálváriáját, majd – a 21+400-as kilométerszelvénye táján – átlép Taksony területére.
Taksony határai között szinte egyből belterületek közt folytatódik, szintén a Fő út nevet viselve. A 22+350-es kilométerszelvényénél ismét egy elágazáshoz ér, ott az 5202-es út válik ki belőle, amely Bugyi, Dabas, Tatárszentgyörgy és Ladánybene érintésével egészen Kecskemét északi részeiig vezet. A 24. kilométere táján hagyja maga mögött Taksony legdélebbi fekvésű házait, 24,7 kilométer után pedig átlép Dunavarsány területére. A 25+150-es kilométerszelvénye közelében kiágazik belőle az 51 104-es számú mellékút, Szigethalom irányába, majd kicsivel ezután – a 25+613-as kilométerszelvényénél – véget is ér, beletorkollva az 51-es főútba, annak ugyancsak a 25+600-as kilométerszelvénye közelében.
Teljes hossza, az országos közutak térképes nyilvántartását szolgáló kira.gov.hu adatbázisa szerint 9,143 kilométer.

## Története
Eredetileg az 51-es főút része volt, amikor azonban azt kivezették a megépülő M0-s autóútig, a korábbi szakasz átvette az 510-es számot.

## Települések az út mentén
- (Budapest XXIII. kerülete)
- Dunaharaszti
- Taksony
- Dunavarsány